# Neu-Ulm
Neu-Ulm es una ciudad de 50 000 habitantes y capital de distrito. Está situada en la región administrativa de Suabia en el Estado federal de Baviera, en Alemania. La ciudad tiene una superficie de 8097 hectáreas urbanizadas. Aparte de la propia ciudad, Neu-Ulm está compuesto por doce barrios, de los cuales muchos eran pueblos independientes con identidad propia hasta su integración en el término de Neu-Ulm en las décadas de 1960 y 1970.
Neu-Ulm está situada al borde del Danubio, enfrente de la ciudad de Ulm, situada en el estado de Baden-Wurtemberg. El centro de la ciudad es el llamado Petrusplatz (Plaza de Pedro), donde se encuentran el museo arqueológico y el museo de Edwin-Scharff.
Los orígenes de Neu-Ulm datan del año 1810, cuando Ulm pasa a formar parte del Reino de Würtemberg, mientras que las urbanizaciones al sureste del Danubio siguen formando parte de Baviera. La ciudad se desarrolla rápidamente, gracias también a su situación fronteriza. Sin embargo, hasta hoy sigue "a la sombra" de Ulm, y gran parte del comercio, de la oferta cultural y de ocio se encuentra en la ciudad vecina.